# シュテフェン・サマ
シュテフェン・サマ（Stephen Sama、1993年3月5日 - ）は、カメルーン・バメンダ出身のサッカー選手。ポジションはDF。

## 経歴

### 少年時代
ドイツのアマチュアサッカークラブ、シュワルツ＝ヴェイブ・エッペンドルフで2年間サッカーを習い、その後はSGヴァッテンシャイト、VfLボーフム、ボルシア・ドルトムントとステップアップし、2009年にリヴァプールFCのU-18チームへと引き抜かれた。2011年、U-21チームに昇格すると同時にリヴァプールと4年間のプロ契約を結んだ。しかし、サマはトップチームデビューを果たすことなくリヴァプールを去った。

### プロ
2014年9月2日、VfBシュトゥットガルトのセカンドチームと2年契約を交わした。13日のハレシャーFC戦にてデビューし、2年後の2015年10月15日に契約をさらに3年間延長した。
2017年1月3日、2.ブンデスリーガのSpVggグロイター・フュルトに2年契約で移籍した。
2018年1月30日、VfLオスナブリュックにハーフシーズンのレンタルで移籍した。
2018年7月、ヘラクレス・アルメロに加入した。
2020年9月、アクリントン・スタンリーFCに加入した。